# Ukko-Pekka Luukkonen
Ukko-Pekka Luukkonen, född 9 mars 1999, är en finländsk professionell ishockeymålvakt som spelar för Buffalo Sabres i National Hockey League (NHL).
Han har tidigare spelat för HPK och HC TPS i Liiga; Rochester Americans i American Hockey League (AHL); Lempäälän Kisa i Mestis; Cincinnati Cyclones i ECHL samt Sudbury Wolves i Ontario Hockey League (OHL).
Luukkonen blev draftad av Buffalo Sabres i andra rundan i 2017 års draft som 54:e spelare totalt.